# Wegkreuz (Obererthal; Altenrod; Schäferhügel)

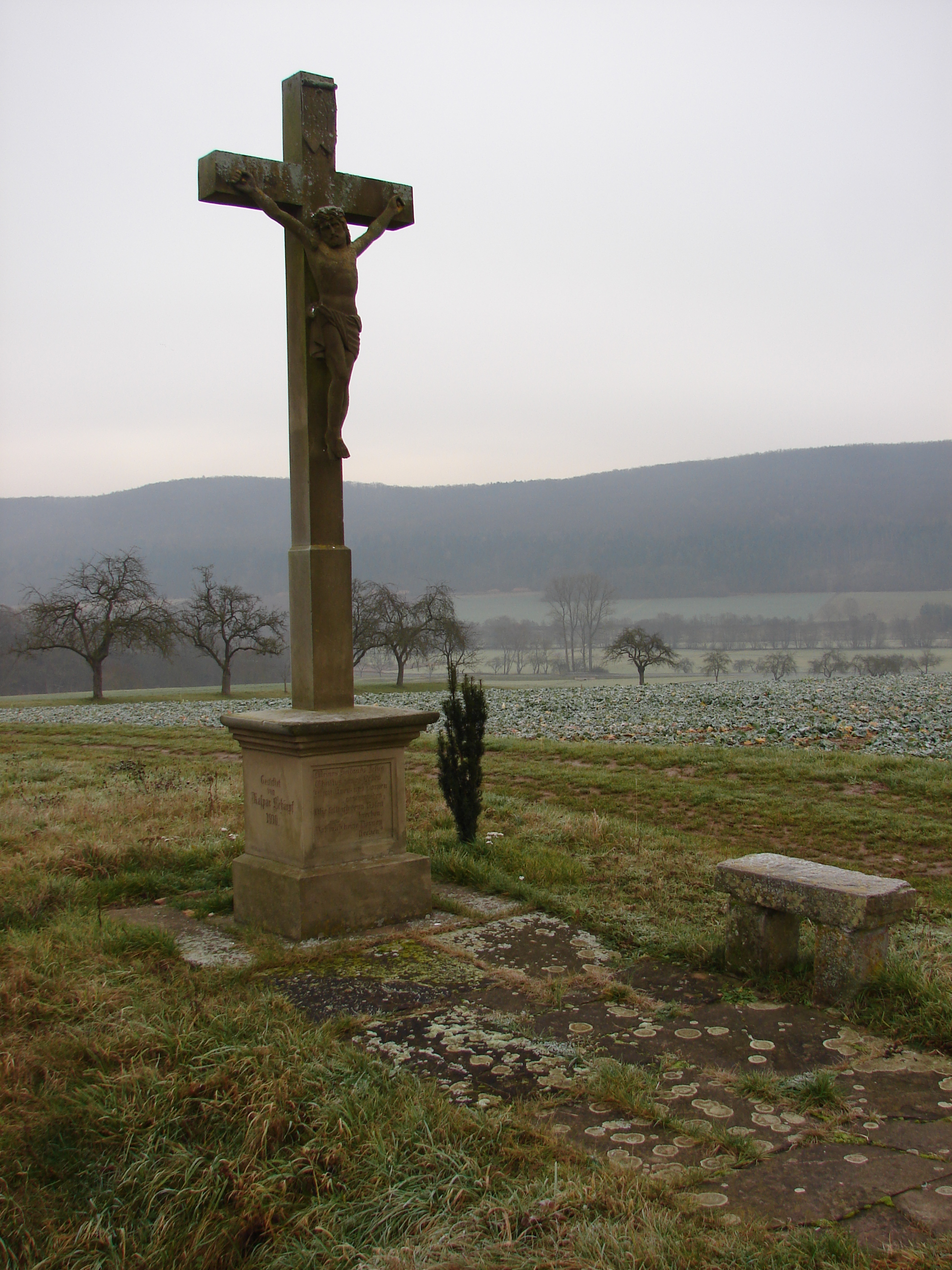
Wegkreuz in Hammelburg, Altenrod; Schäferhügel.

Das Wegkreuz Altenrod; Schäferhügel befindet sich in Obererthal, einem Gemeindeteil der Kleinstadt Hammelburg im unterfränkischen Landkreis Bad Kissingen in der Flur Altenrod; Schäferhügel auf der Straße nach Untererthal.
Das Wegkreuz gehört zu den Baudenkmälern von Hammelburg und ist unter der Nummer D-6-72-127-171 in der Bayerischen Denkmalliste registriert.

## Beschreibung
Das 350 cm hohe Wegkreuz besteht aus gelbem Sandstein und entstand im Jahr 1910.
Das Kreuz besteht aus einem Kreuzesstamm hat den Querschnitt 18 cm × 16 cm und einer INRI-Inschrift, einem 110 cm großen Korpus und einem profilierten, tischähnlichen Sockel mit den Abmessungen 99 cm × 78 cm × 63 cm. Die Inschrift lautet:

„Meines Heilands Jesus Christus ganzes Leben

ist mit Kreuz und Dornen ganz umgeben.

Wie sollt ich denn Rosen brechen,

daß mich keine Dornen stechen?“

Auf der linken Seite steht die Inschrift:

„Gestiftet

von

Kaspar Schärpf

1910

Pfarrer Weser weihte diese Kreuz ein.“

Auf der rechten Seite ist folgende Inschrift zu lesen:

„Bildhauer Scherpf, Diebach“

Laut mündlicher Überlieferung musste die Familie des Stifters harte Prüfungen durchstehen. So stand das Eheglück des Paares unter keinem guten Stern und wurde nur durch die Standhaftigkeit der Ehefrau gerettet. Sie gab das „offene Gelübde“ ab, ein Kreuz zu stiften, sofern das Eheglück gerettet werde, was schließlich auch geschah.